# Tevere
A Tevere (latinul Tiberis) Közép-Olaszország legjelentősebb folyója, egyben Olaszország harmadik leghosszabb folyóvize, amely az Appenninekben ered, Emilia-Romagnában, majd 406 kilométeren keresztül kanyarog Toszkánán, Umbrián és Lazión át, végül a Tirrén-tengerbe torkollik Ostiánál. Leginkább Róma folyójaként ismert. Vízgyűjtő területe kb. 18 000 km².

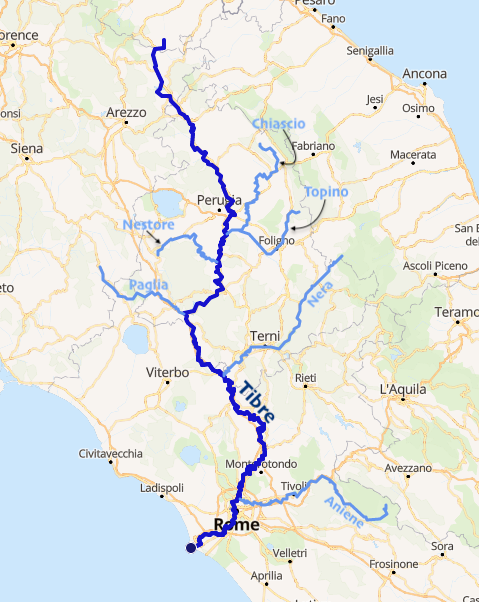
A Tevere és mellékfolyói térképe

A Fumaiolo-hegyen eredő, jellegzetes színe alapján szőkének nevezett Tevere alapvetően déli irányban folyik, és nagy mennyiségű hordalékot visz magával, amit a torkolatánál rak le. Az ókori idők óta mintegy 3 kilométerrel tolódott ki a partvonala.
Archaikus neve Rumon vagy Rumen volt, amely talán etruszk eredetű (jelentése folyam). Egyes kutatások ebből származtatják Róma nevét.

## Képek

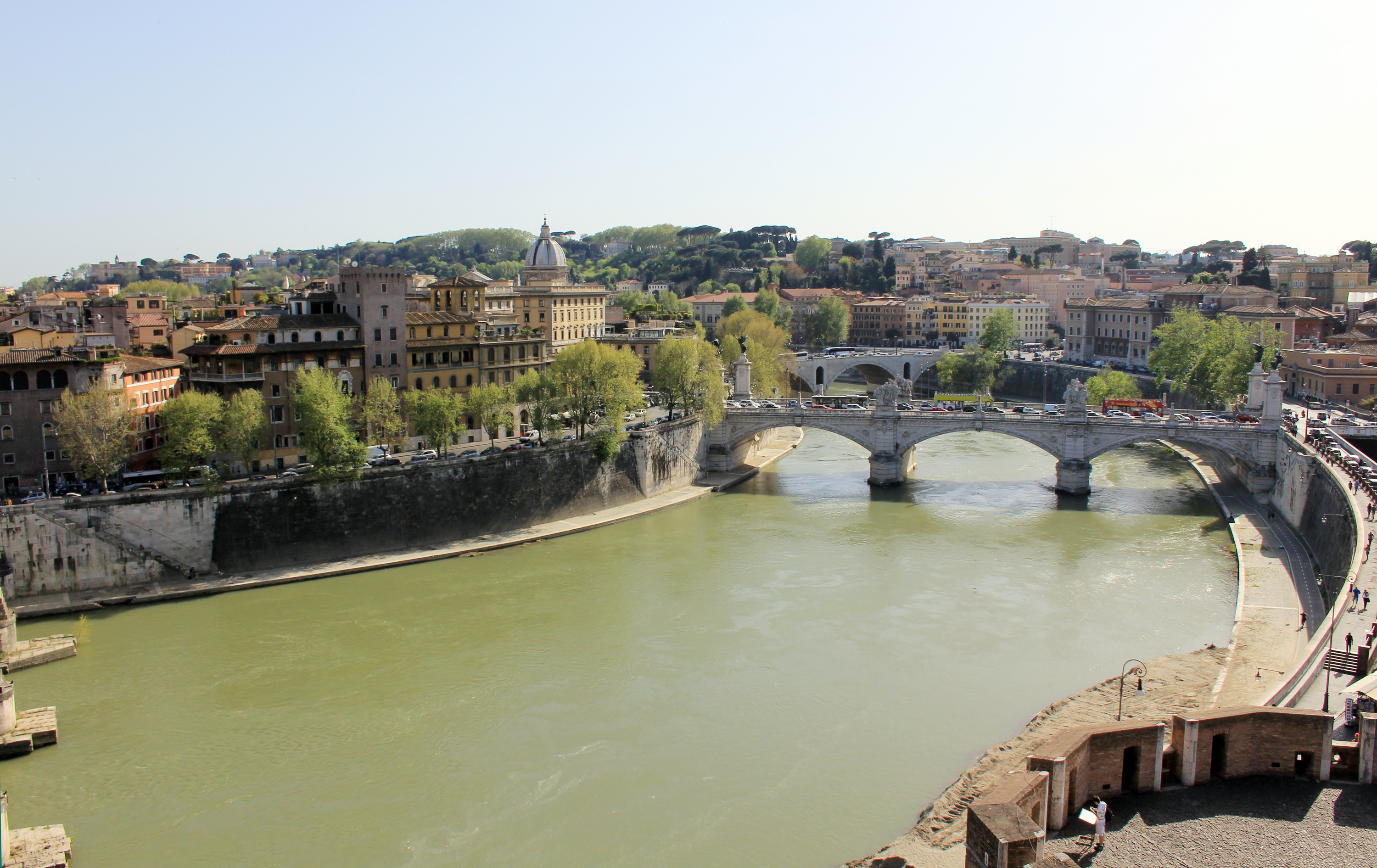
A Tevere Rómában
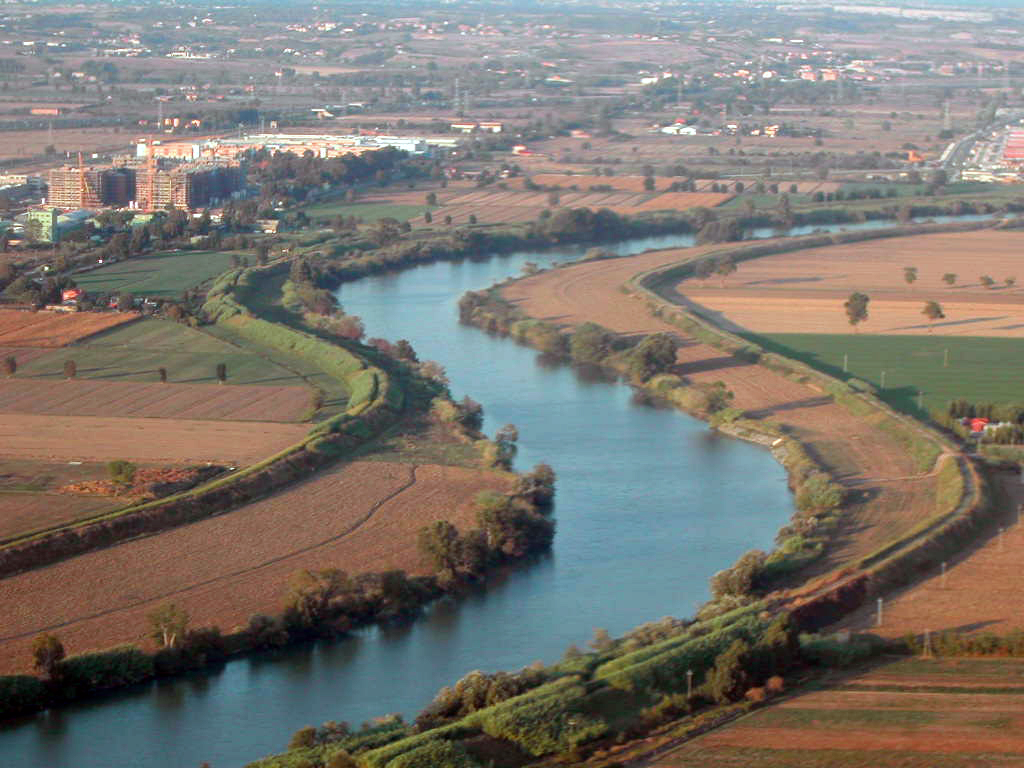
A Tevere Fiumicino közelében
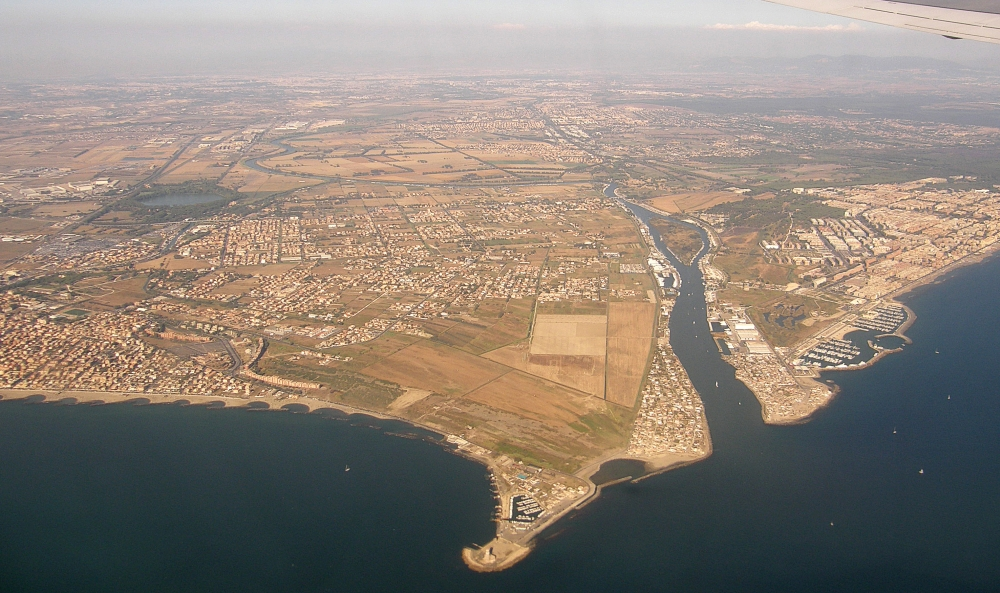
A Tevere torkolata Ostiánál